# Strajk okupacyjny

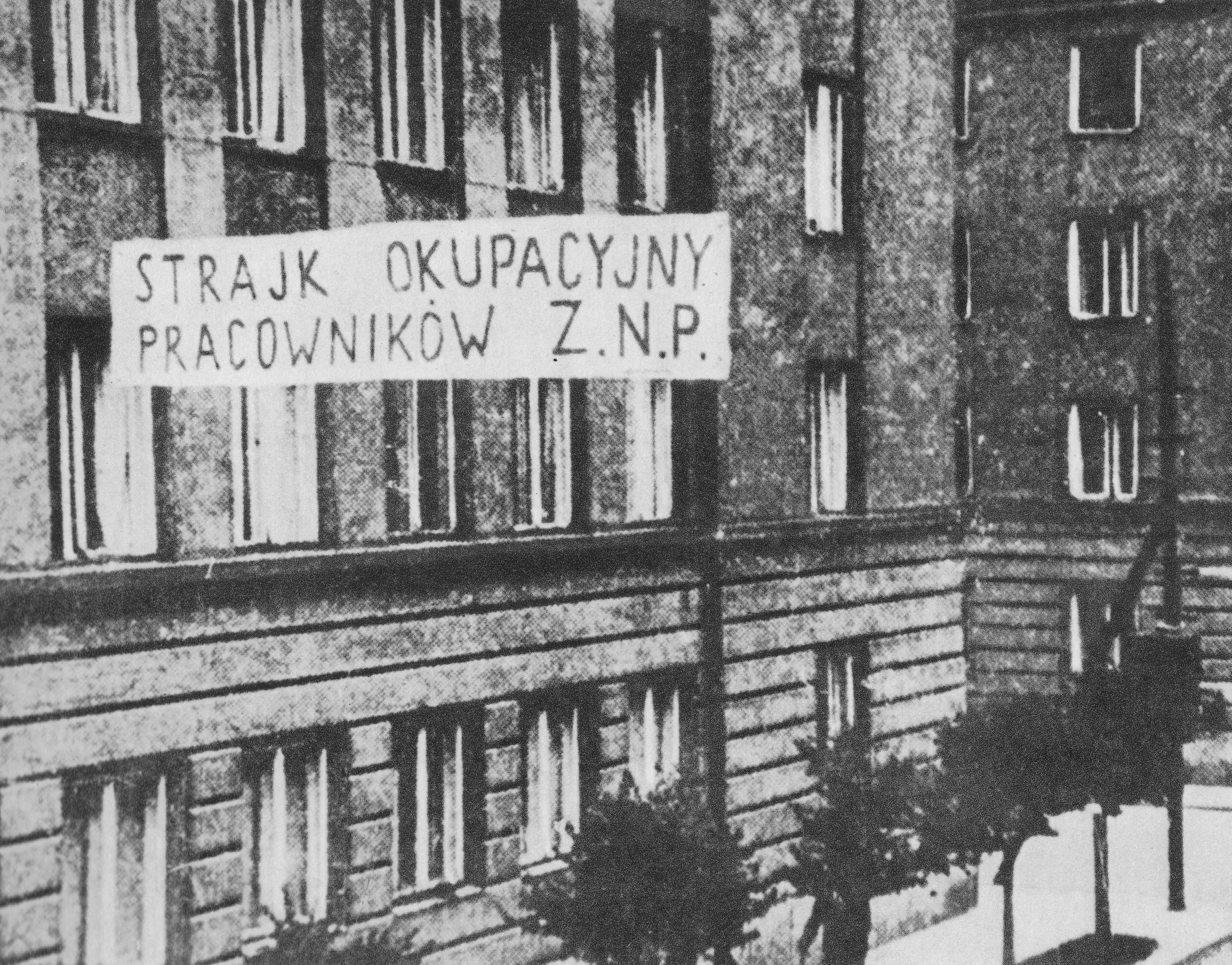
Strajk okupacyjny pracowników Wydziału Wydawniczego Związku Nauczycielstwa Polskiego w siedzibie ZNP przy ul. Smulikowskiego 6/8 w Warszawie we wrześniu 1937

Strajk okupacyjny – rodzaj strajku, polegający na tym, iż strajkujący zajmują przedsiębiorstwo, m.in. w celu niedopuszczenia do zatrudnienia innych pracowników.